# Vouneuil-sur-Vienne
Pour les articles homonymes, voir Vouneuil.
Vouneuil-sur-Vienne est une commune du Centre-Ouest de la France, située dans le département de la Vienne (région Nouvelle-Aquitaine).

## Géographie

### Localisation
Cette ville est située au cœur de l'ancien Haut-Poitou, dans la vallée de la Vienne. La Vienne y déroule ses larges méandres et ses rives ombragées.

### Communes limitrophes
| Naintré            | Cenon-sur-Vienne Availles-en-Châtellerault |            |
| Beaumont Saint-Cyr | Vouneuil-sur-Vienne                        | Monthoiron |
|                    | Bonneuil-Matours                           |            |

### Géologie et relief
La région de Vouneuil-sur-Vienne présente un paysage singulier de plaines vallonnées plus ou moins boisées et de vallées.
Le terroir se compose de terrasses alluviales (22 %), de vallées calcaires (8 %), de champagnes ou aubues sur les collines calcaires (24 %), d'argile sur les collines et dépressions sableuses des bordures du Bassin parisien (8 %) et enfin de bornais (ce sont des sols brun clair sur limons, profonds et humides, à tendance siliceuse) (38 %) sur les plateaux du seuil du Poitou.
En 2006, 50 % de la superficie de la commune était occupée par l'agriculture, 45 % par des forêts et des milieux semi-naturels, 2 % par des zones construites et aménagées par l'homme (voirie) et 3 % par des surfaces d'eau. La présence de milieux naturels et semi-naturels riches et diversifiés sur le territoire communal permet d’offrir des conditions favorables à l’accueil de nombreuses espèces pour l'accomplissement de leur cycle vital (reproduction, alimentation, déplacement, refuge). Forêts, landes, prairies et pelouses, cours d’eau et zones humides … constituent ainsi des cœurs de biodiversité et/ou de véritables corridors biologiques.
La forêt privée, en 2007, représente 1 552 hectares soit 42 % du territoire communal. Les espaces boisés (la moyenne sur la région Poitou-Charentes est de 15 %, et  29,2 % pour la France) sur le territoire communal contribuent à assurer des fonctions de production (bois d’œuvre mais aussi bois énergie), de protection (espèces, qualité des eaux) et sociales (accueil du public). Les forêts les plus anciennes ou implantées dans des conditions écologiques particulières (pentes, bords de cours d'eau, etc.) abritent en général la biodiversité la plus forte. Mais, au cours de l’histoire, pour répondre aux besoins d'une population rurale importante, la forêt poitevine a été intensément défrichée et surexploitée jusqu’à la révolution industrielle. Environ la moitié des forêts actuelles du Poitou n'existait pas il y a 200 ans.

### Hydrographie
La commune est traversée par la Vienne sur une longueur de 7 km et par le Clain sur une longueur de 2 km.Comme pour l'ensemble de la région Poitou-Charentes, la commune a vu la qualité de son eau se dégrader ces dernières années. Au déficit récurrent s'ajoute une pollution engendrée par les diverses activités humaines, notamment agricoles. Ainsi, la commune se situe en zone de répartition des eaux, où l'on observe une insuffisance chronique des ressources en eau par rapport aux besoins. Par ailleurs, elle est concernée par le classement en zones sensibles, où une élimination plus poussée des paramètres azote et/ou phosphore présents dans les eaux usées est nécessaire pour lutter contre les phénomènes d’eutrophisation.
281 mares ont été répertoriées sur l’ensemble du territoire communal (30 000 recensées dans le Poitou et les Charentes). Ces mares ont été créées par l'homme, notamment pour répondre aux besoins en eau des habitants (mares communautaires), du cheptel ou à la suite d'activités extractives (argile, marne, pierres meulières). Très riches au niveau botanique, elles jouent un rôle majeur pour les batraciens (tritons, grenouilles), les reptiles (couleuvres) et les libellules. Elles sont un élément symbolique du patrimoine rural et du maintien de la biodiversité en zone de plaine et de bocage.

### Climat
Pour des articles plus généraux, voir Climat de la Nouvelle-Aquitaine et Climat de la Vienne.
Historiquement, la commune est exposée à un climat océanique du nord-ouest.  
En 2020, Météo-France publie une typologie des climats de la France métropolitaine dans laquelle la commune est exposée à un climat océanique altéré et est dans la région climatique  Poitou-Charentes, caractérisée par un bon ensoleillement, particulièrement en été et des vents modérés.
Pour la période 1971-2000, la température annuelle moyenne est de 11,7 °C, avec une amplitude thermique annuelle de 14,7 °C. Le cumul annuel moyen de précipitations est de 676 mm, avec 10,8 jours de précipitations en janvier et 6,7 jours en juillet. Pour la période 1991-2020, la température moyenne annuelle observée sur la station météorologique la plus proche, située sur la commune de Lésigny à 22,59 km à vol d'oiseau, est de 12,1 °C et le cumul annuel moyen de précipitations est de 743,3 mm,. Pour l'avenir, les paramètres climatiques de la commune estimés pour 2050 selon différents scénarios d'émission de gaz à effet de serre sont consultables sur un site dédié publié par Météo-France en novembre 2022.

## Urbanisme

### Typologie
Au 1er janvier 2024, Vouneuil-sur-Vienne est catégorisée commune rurale à habitat dispersé, selon la nouvelle grille communale de densité à sept niveaux définie par l'Insee en 2022.
Elle est située hors unité urbaine. Par ailleurs la commune fait partie de l'aire d'attraction de Châtellerault, dont elle est une commune de la couronne,. Cette aire, qui regroupe 44 communes, est catégorisée dans les aires de 50 000 à moins de 200 000 habitants,.

### Occupation des sols
L'occupation des sols de la commune, telle qu'elle ressort de la base de données européenne d’occupation biophysique des sols Corine Land Cover (CLC), est marquée par l'importance des territoires agricoles (49,4 % en 2018), une proportion sensiblement équivalente à celle de 1990 (50 %). La répartition détaillée en 2018 est la suivante : 
forêts (35,7 %), terres arables (24,9 %), zones agricoles hétérogènes (20,9 %), milieux à végétation arbustive et/ou herbacée (9,7 %), prairies (3,6 %), zones urbanisées (2,7 %), eaux continentales (2,5 %). L'évolution de l’occupation des sols de la commune et de ses infrastructures peut être observée sur les différentes représentations cartographiques du territoire : la carte de Cassini (XVIIIe siècle), la carte d'état-major (1820-1866) et les cartes ou photos aériennes de l'IGN pour la période actuelle (1950 à aujourd'hui).

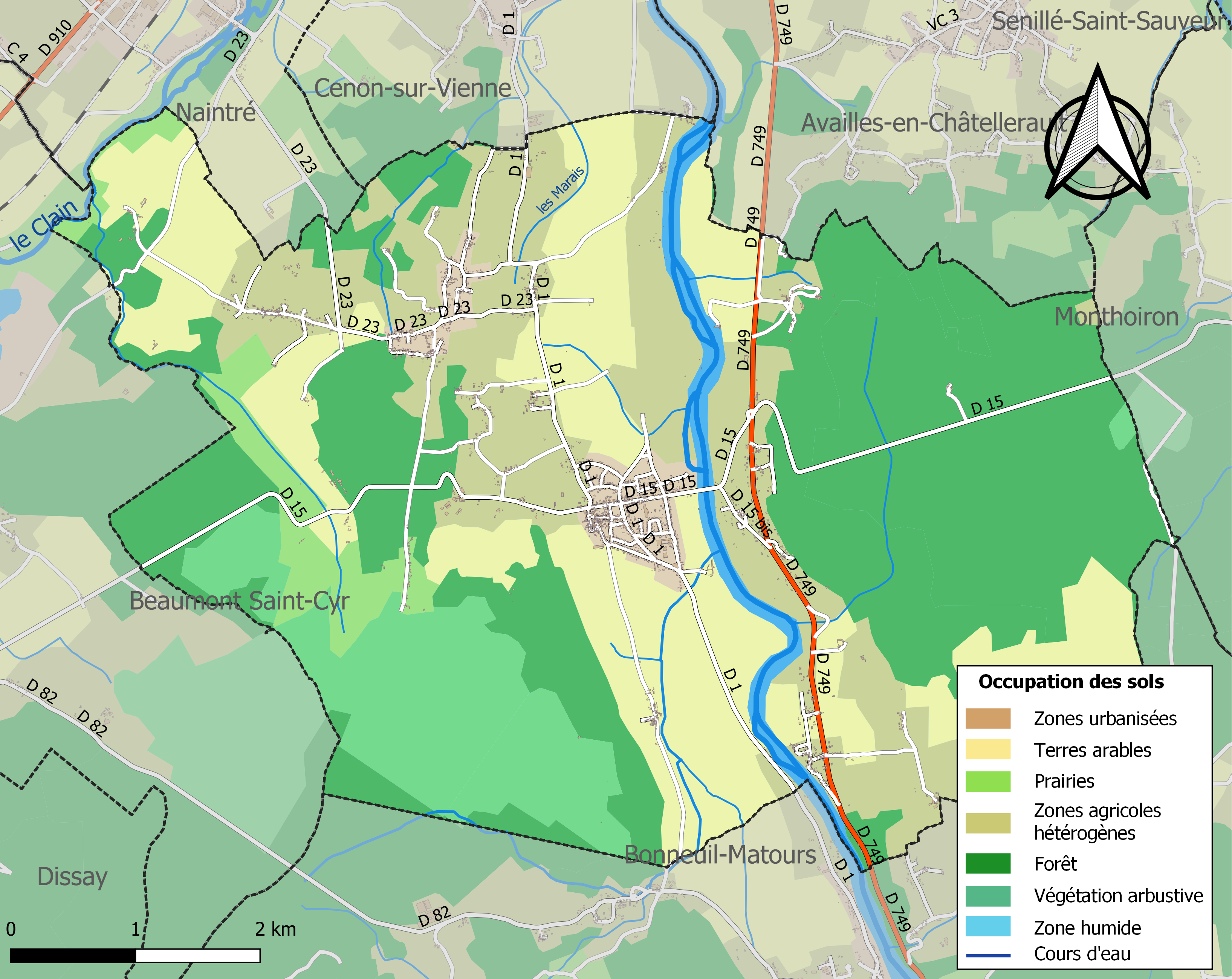
Carte des infrastructures et de l'occupation des sols de la commune en 2018 (CLC).

### Risques majeurs
Le territoire de la commune de Vouneuil-sur-Vienne est vulnérable à différents aléas naturels : météorologiques (tempête, orage, neige, grand froid, canicule ou sécheresse), inondations, feux de forêts, mouvements de terrains et séisme (sismicité modérée). Il est également exposé à deux risques technologiques,  le transport de matières dangereuses et la rupture d'un barrage. Un site publié par le BRGM permet d'évaluer simplement et rapidement les risques d'un bien localisé soit par son adresse soit par le numéro de sa parcelle.

#### Risques naturels
La commune fait partie du territoire à risques importants d'inondation (TRI) de Châtellerault, regroupant 17 communes concernées par un risque de débordement de la Vienne et du Clain. Les événements antérieurs à 2014 les plus significatifs pour la Vienne sont les crues de février 1698 (1 670 m3/s à Châtellerault), de juillet 1792 (1 520 m3/s), de mars 1913 (1 500 m3/s), de décembre 1944 (1 510 m3/s) et de janvier 1962 (1 500 m3/s). Les crues historiques du Clain sont celles de 1873 (330 m3/s à Poitiers) et de décembre 1982 (330 m3/s). Des cartes des surfaces inondables ont été établies pour trois scénarios : fréquent (crue de temps de retour de 10 ans à 30 ans), moyen (temps de retour de 100 ans à 300 ans) et extrême (temps de retour de l'ordre de 1 000 ans, qui met en défaut tout système de protection),. La commune a été reconnue en état de catastrophe naturelle au titre des dommages causés par les inondations et coulées de boue survenues en 1982, 1993, 1995, 1999, 2010 et 2018,. Le risque inondation est pris en compte dans l'aménagement du territoire de la commune par le biais du plan de prévention des risques inondation (PPRI) de la « vallée de la Vienne "médiane" - Section Chauvigny/Cenon-sur-Vienne », approuvé le 8 février 2007 puis par le PPRI « Vienne Communauté d’Agglomération de Grand Châtellerault (CAGC) », prescrit le 28 janvier 2021, pour ce qui concerne les débordements de la Vienne, et par le PPRI « Clain aval section Vouneuil-sur-Vienne / Châtellerault », prescrit le 19 juillet 2018, pour les crues du Clain.
Vouneuil-sur-Vienne est exposée au risque de feu de forêt. En 2014, le deuxième plan départemental de protection des forêts contre les incendies (PDPFCI) a été adopté pour la période 2015-2024. Les obligations légales de débroussaillement dans le département sont définies dans un arrêté préfectoral du 29 mai 2015,, celles relatives à l'emploi du feu et au brûlage des déchets verts le sont dans un arrêté permanent du 24 mai 2015,.

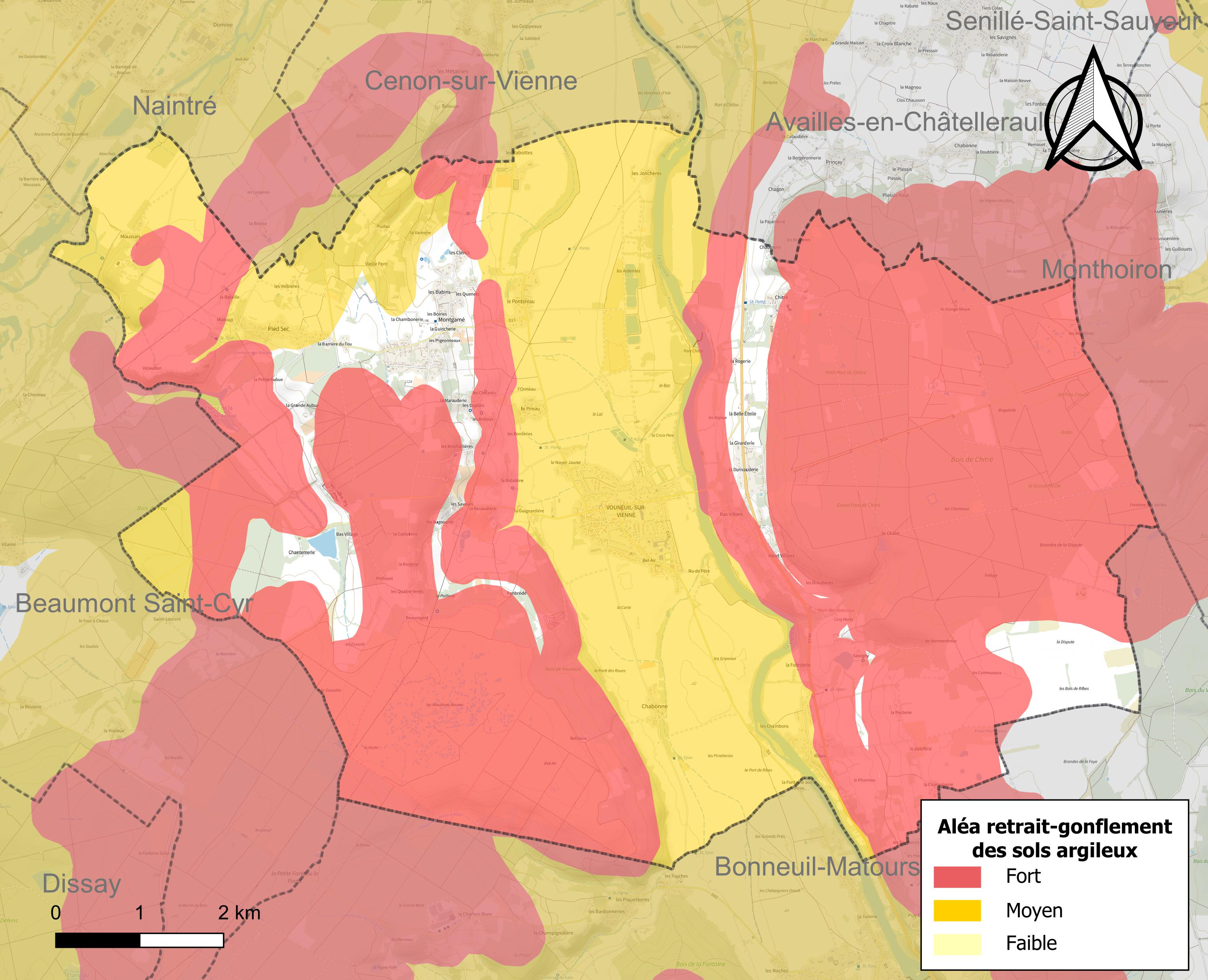
Carte des zones d'aléa retrait-gonflement des sols argileux de Vouneuil-sur-Vienne.

Les mouvements de terrains susceptibles de se produire sur la commune sont des affaissements et effondrements liés aux cavités souterraines (hors mines) et des tassements différentiels. Afin de mieux appréhender le risque d’affaissement de terrain, un inventaire national permet de localiser les éventuelles cavités souterraines sur la commune. Le retrait-gonflement des sols argileux est susceptible d'engendrer des dommages importants aux bâtiments en cas d’alternance de périodes de sécheresse et de pluie. 90 % de la superficie communale est en aléa moyen ou fort (79,5 % au niveau départemental et 48,5 % au niveau national). Depuis le 1er octobre 2020, en application de la loi ÉLAN, différentes contraintes s'imposent aux vendeurs, maîtres d'ouvrages ou constructeurs de biens situés dans une zone classée en aléa moyen ou fort,.
La commune a été reconnue en état de catastrophe naturelle au titre des dommages causés par la sécheresse en 1989, 1991, 1993, 1997, 2003, 2005, 2016 et 2017 et par des mouvements de terrain en 1999 et 2010.

#### Risque technologique
La commune est en outre située en aval des barrages de Lavaud-Gelade et de Vassivière dans la Creuse, des ouvrages de classe A. À ce titre elle est susceptible d’être touchée par l’onde de submersion consécutive à la rupture d'un de ces ouvrages.

## Toponymie
Attestée sous la forme Vodenogilo en 909 et Vonodolium en 950.
Le nom du bourg proviendrait de vodonialo qui aurait signifié le champ, du gaulois Vodano. Le suffixe gaulois ialo indique, en effet, un terrain défriché.

## Histoire
Le 25 octobre 732, il est possible que ce soit sur le territoire de la commune, au hameau de Moussais (rebaptisé depuis Moussais-la-Bataille), que les Francs commandés par Charles Martel aient repoussé une razzia menée par Abd el Rahman, lors de la bataille de Poitiers.
Vouneuil-sur-Vienne accueille favorablement les avancées de la Révolution française. Elle plante ainsi son arbre de la liberté, symbole d'affranchissement. Il devient le lieu de ralliement de toutes les fêtes et des principaux événements révolutionnaires, comme les commémorations de la prise de la Bastille ou de la fondation de la Première République française (22 septembre 1792).
Le sous-sol  en calcaire a longtemps constitué une importante source de revenus pour la population villageoise de Vouneuil-sur-Vienne. Les pierres de meulière ont été extraites depuis le Moyen Âge  jusqu’au XXe siècle. Le travail des carriers était particulièrement difficile. Il demandait une grande force physique. En effet, pour dégager le banc du sol argileux des plateaux forestiers dominant la Vienne, les carriers ou « pierreyeux » creusaient sur une profondeur pouvant atteindre 3 m. A coup de pics, ils découpaient des dalles circulaires et creusaient un trou en leur centre. À l’aide d’un pieu engagé dans le trou et faisant levier, la pierre était tirée à force d’homme.
Durant la Seconde Guerre mondiale, Paul Billard (futur maire) et Robert Villermé créèrent un petit réseau de passeurs : « Le rond du chêne » en raison de la proximité de la ligne de démarcation qui passait entre Poitiers et Chauvigny,.
 
Le 2 août 1944, le château du Fou, qui était utilisé par la Wehrmacht, fut bombardé par 18 Mosquitos, dont dix-sept type FB-VI du 107e squadron et un de la FPU (chargé de filmer les opérations de la RAF). Les tours d’angles sont démolies, les toitures soufflées par les explosions, la tour polygonale éventrée de haut en bas. Les soldats allemands mis en fuite sont mitraillés.

## Politique et administration

### Instances judiciaires et administratives
La commune relève du tribunal judiciaire de Poitiers, de la cour d'appel de Poitiers, du tribunal pour enfants de Poitiers, du conseil de prud'hommes de Poitiers, du tribunal de commerce de Poitiers, du tribunal administratif de Poitiers et de la cour administrative d'appel de Bordeaux, de la cour d’assises de la Vienne.

### Services publics
Les réformes successives de La Poste ont conduit à la fermeture de nombreux bureaux de poste ou à leur transformation en simple relais. Toutefois, la commune a pu maintenir le sien.

## Démographie
L'évolution du nombre d'habitants est connue à travers les recensements de la population effectués dans la commune depuis 1793. Pour les communes de moins de 10 000 habitants, une enquête de recensement portant sur toute la population est réalisée tous les cinq ans, les populations de référence des années intermédiaires étant quant à elles estimées par interpolation ou extrapolation. Pour la commune, le premier recensement exhaustif entrant dans le cadre du nouveau dispositif a été réalisé en 2006.

En 2022, la commune comptait 2 278 habitants, en évolution de +4,93 % par rapport à 2016 (Vienne : +0,6 %, France hors Mayotte : +2,11 %).
| 1793  | 1800  | 1806  | 1821  | 1831  | 1836  | 1841  | 1846  | 1851  |
| ----- | ----- | ----- | ----- | ----- | ----- | ----- | ----- | ----- |
| 1 200 | 1 266 | 1 301 | 1 344 | 1 326 | 1 386 | 1 421 | 1 418 | 1 249 |

| 1856  | 1861  | 1866  | 1872  | 1876  | 1881  | 1886  | 1891  | 1896  |
| ----- | ----- | ----- | ----- | ----- | ----- | ----- | ----- | ----- |
| 1 429 | 1 447 | 1 494 | 1 411 | 1 472 | 1 557 | 1 629 | 1 484 | 1 539 |

| 1901  | 1906  | 1911  | 1921  | 1926  | 1931  | 1936  | 1946  | 1954  |
| ----- | ----- | ----- | ----- | ----- | ----- | ----- | ----- | ----- |
| 1 549 | 1 515 | 1 440 | 1 286 | 1 240 | 1 206 | 1 110 | 1 146 | 1 195 |

| 1962  | 1968  | 1975  | 1982  | 1990  | 1999  | 2006  | 2011  | 2016  |
| ----- | ----- | ----- | ----- | ----- | ----- | ----- | ----- | ----- |
| 1 212 | 1 257 | 1 218 | 1 458 | 1 606 | 1 835 | 1 923 | 1 994 | 2 171 |

| 2021  | 2022  | - | - | - | - | - | - | - |
| ----- | ----- | - | - | - | - | - | - | - |
| 2 281 | 2 278 | - | - | - | - | - | - | - |

En 2008, selon l’INSEE, la densité de population de la commune était de 52 hab./km2, 61 hab./km2 pour le département, 68 hab./km2 pour la région Poitou-Charentes et 115 hab./km2 pour la France.

## Économie
Selon la direction régionale de l'Alimentation, de l'Agriculture et de la Forêt, il n'y a plus que 15 exploitations agricoles en 2010 contre 40 en 2000.
Les surfaces agricoles utilisées ont diminué et sont passées de 1 460 hectares en 2000 à 1 224 hectares en 2010 dont 364 sont irrigables. Ces chiffres indiquent toutefois une concentration des terres sur un nombre plus faible d’exploitations. Cette tendance est conforme à l’évolution  constatée sur tout le département de la Vienne puisque de 2000 à 2007, chaque exploitation a gagné en moyenne 20 hectares.
59 % des surfaces agricoles sont destinées à la culture des céréales (blé tendre essentiellement mais aussi orges et maïs), 14 % pour les oléagineux (colza et tournesol), 7 % pour le fourrage et 4 % restent en herbe. En 2000, 4 hectares (0 en 2010) étaient consacrés à la vigne.
Trois exploitations en 2010 (contre sept en 2000) abritent un élevage de bovins (221 têtes en 2010 contre 312 en 2000). Les élevages d'ovins et de volailles ont disparu au cours de cette décennie.

## Culture locale et patrimoine

### Lieux et monuments

#### Patrimoine civil
- Château du Fou ;

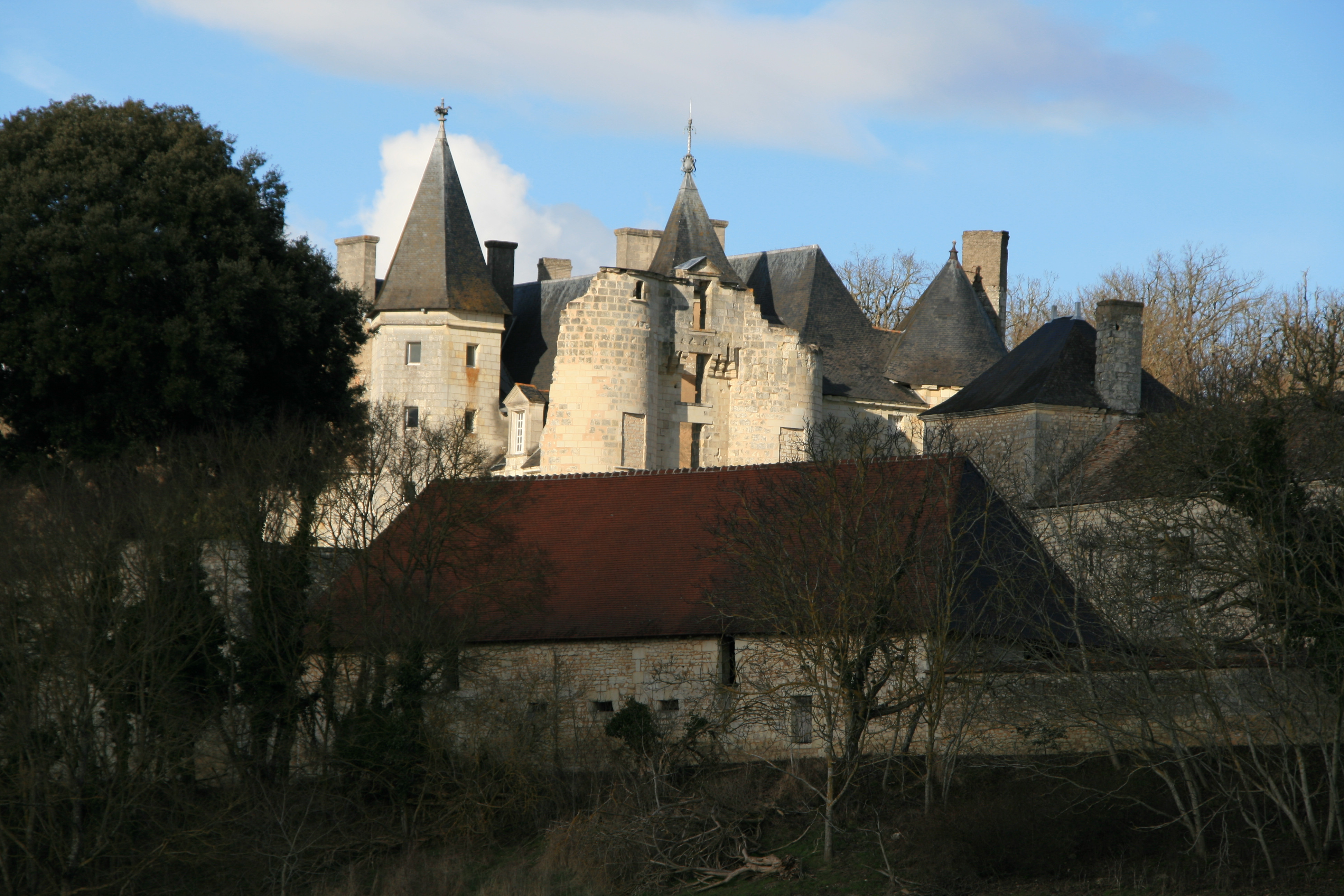
Le château du Fou.

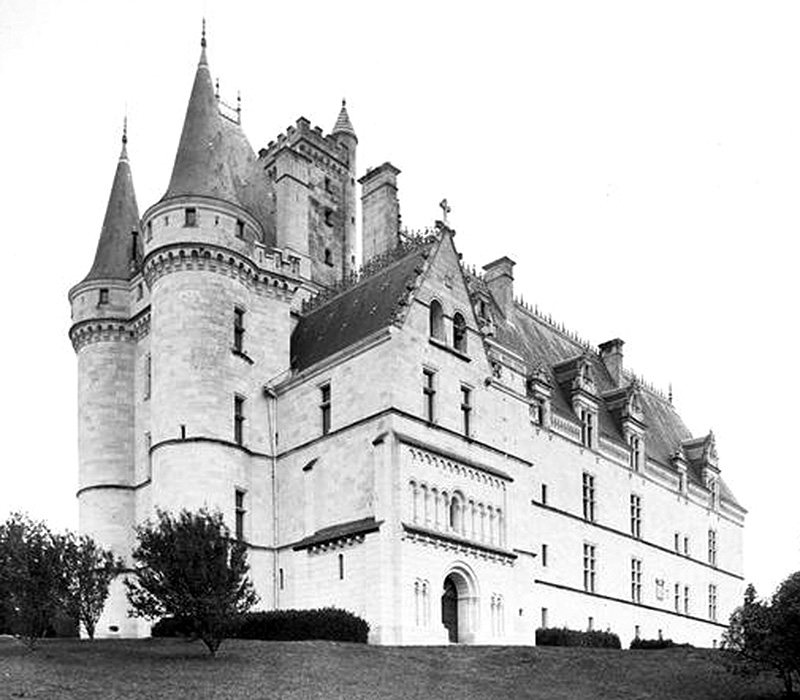
Le château de Chitré.

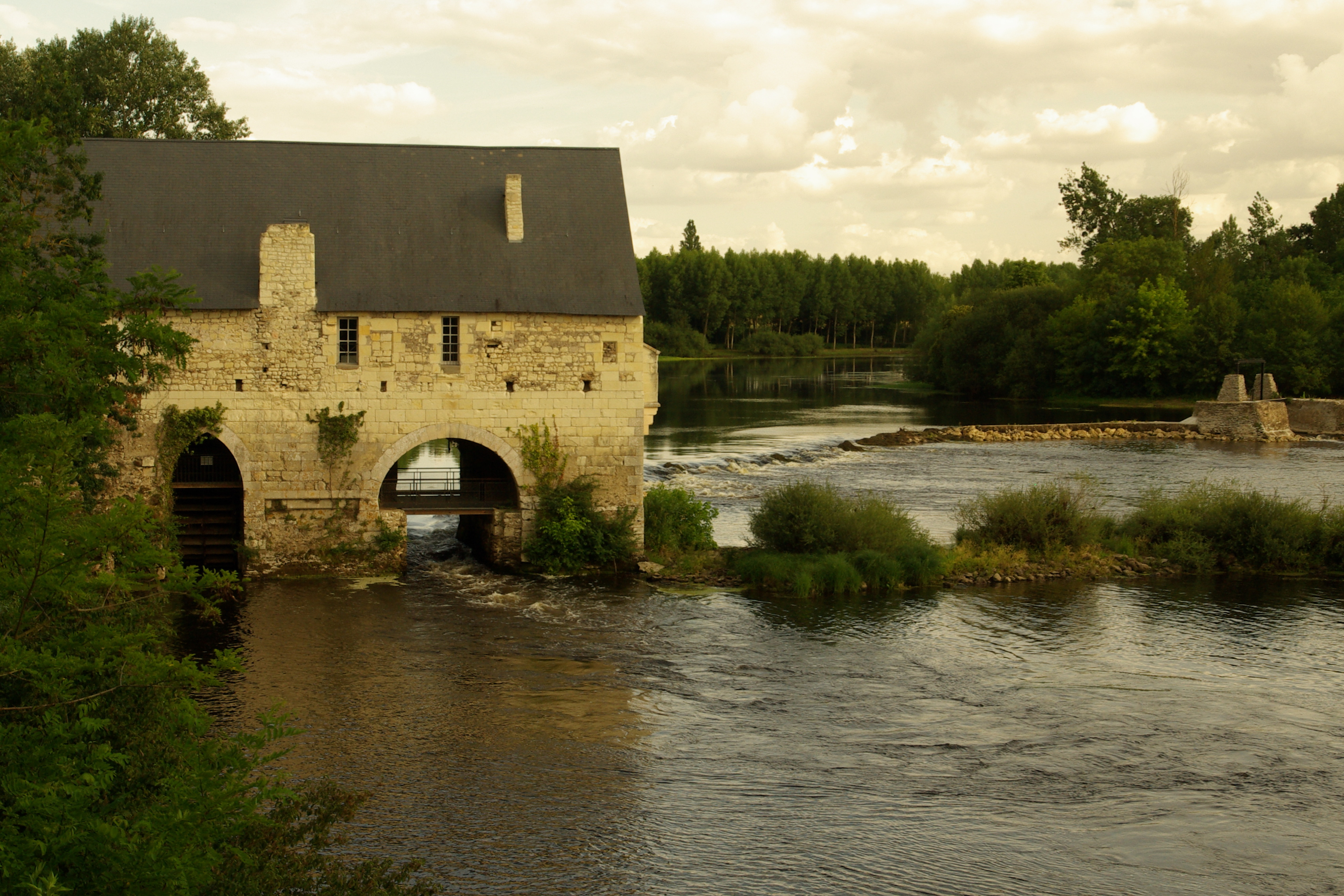
Le moulin de Chitré.

- Château de Chitré et son moulin : l'histoire du site est millénaire et le moulin a accueilli dans ses murs d'illustres personnages : les Chevaliers de Chitré, Bertrand du Guesclin (1321-1380), François Ier (1494-1547), la famille Treuille créatrice de la Manufacture de Châtellerault, Antoine de Saint-Exupéry (1900-1944)...

Le moulin date des XVIe et XVIIe siècles. Il est en calcaire et en silex du Pinail. Il a été construit sur la Vienne, en bas du château de Chitré. Le moulin et son écluse sont contemporains de ce dernier. Du port de Chitré, dont quelques vestiges subsistent sur la rive gauche, au-dessus de l'écluse, étaient embarquées les meules en meulière du Pinail. Une passe à bateaux permettait de franchir le barrage. De nombreuses barques chaviraient et des meules tapissent encore le fond de la rivière. À la fin du XIXe siècle, le moulin est équipé pour fournir de l'électricité, de l'eau sous pression et de la glace au château. La machinerie de l'époque est toujours en place.
Le moulin est ouvert au public depuis 2006. Il présente une approche croisée non seulement de l'histoire de la pierre de meulière jadis extraite de la réserve naturelle du Pinail, mais également les thèmes environnementaux liés au site de l'eau et de l'énergie. Le belvédère offre une vue splendide sur les bords de la Vienne avec un superbe point de vue sur le barrage du XVe siècle. Le site a pris le nom d'Ecologia.
Une meule est placée devant l'entrée du site Ecologia. C'est un témoin de l'extraction de la pierre meulière. Cette activité a duré du Moyen Âge jusqu'au XIXe siècle. Taillées sur place, les meules étaient transportées jusqu'à la Vienne. Elles étaient chargées, ensuite, sur des barques plates au port de Chitré. Renommées pour leur qualité, elles étaient vendues jusqu'au Canada.
- Château de Moussais-la-Bataille datant du XIXe siècle ;
- Site de Moussais-la-Bataille. Le site a accueilli en 2010, selon l'Office départemental du tourisme, 40 221 visiteurs. C'est le neuvième site le plus visité du département de la Vienne.

#### Patrimoine religieux
- Prieuré de Savigny. Le portail de l'ancienne chapelle est inscrit comme Monument Historique depuis 1930, la chapelle et le porche, depuis 1990.
- Église Saint-Étienne de Vouneuil-sur-Vienne.

#### Patrimoine naturel

##### La forêt de Moulière
Forêt de Moulière : d'une superficie de 5 000 ha, elle est située au nord-est de Poitiers et couvre neuf communes : Bignoux, Bonneuil-Matours, La Chapelle-Moulière, Dissay, Liniers, Montamisé, Saint-Cyr et Saint-Georges-lès-Baillargeaux.

##### Le bois de la Foye et les brandes de la Dispute
Le bois de la Foye et les brandes de la Dispute  se situent au sein des bois de Chitré qui constituent un vaste massif boisé s’étendant sur un plateau de la rive droite de la Vienne, au cœur du seuil du Poitou, entre Châtellerault et Chauvigny. C’est un site classé zone naturelle d’intérêt écologique, faunistique et floristique.
Les sols dominant sur les plateaux sont des "bornais", c’est-à-dire des sols acides, plus ou moins imperméables et hydromorphes. Par contraste, sur les pentes et dans le vallon de l’Hordin, les sols argilo-calcaires dominent. Ce contexte  explique la grande diversité d’habitats rencontrés sur le site et l’originalité de certains d’entre eux : chênaie calcifuge atlantique et landes sur le plateau, chênaie-charmaie sur les  pentes et, surtout, la tourbière alcaline de la Fontaine aux Vaches qui occupe près d’un hectare.
La  flore et la faune y sont donc très diversifiées, parmi lesquelles les oiseaux, les amphibiens et les plantes à fleurs représentent les éléments les plus intéressants.
Sur le plan botanique, la zone la plus intéressante est la tourbière de la Fontaine aux Vaches, un type de milieu rare et très localisé au sein de la région Poitou-Charentes. On y trouve des plantes rares comme l’Orchis élevé et l’Epipactis des marais, la Gentiane peumonanthe (représentante isolée dans ces plaines atlantiques d’un genre emblématique des pelouses alpines), des laîches typiques de ces milieux asphyxiants (comme la laîche puce). On pourra aussi découvrir :
- la cicendie fluette,
- la dryoptéris affine,
- l’Épipactis de Müller,
- la Germandrée des marais,
- l’Ophioglosse commun,
- l’Orchis incarnat,
- la Pulicaire vulgaire.

Les amphibiens sont bien représentés: le Sonneur à ventre jaune (un petit crapaud que l’on trouve dans les ornières forestières, dont l'espèce est en forte régression partout en Europe de l’Ouest et pour lequel on connait, en 2008, moins de 10 stations dans le département de la Vienne), la Grenouille de Lesson, le Triton marbré, le Crapaud calamite et la Rainette verte. Ces espèces sont protégées en France.
Quant à l’avifaune, elle se singularise par la présence d’un riche cortège d’oiseaux nicheurs propres au biotope constitué par les landes et les boisements ouverts, tels que l’Engoulevent d’Europe, la Fauvette pitchou, le Busard Saint-Martin, Busard cendré, Faucon hobereau, la Bécasse des bois.

##### Arbres remarquables
Selon l'Inventaire des arbres remarquables de Poitou-Charentes, il y a trois arbres remarquables sur la commune: un abricotier, un chêne vert et un séquoia géant.

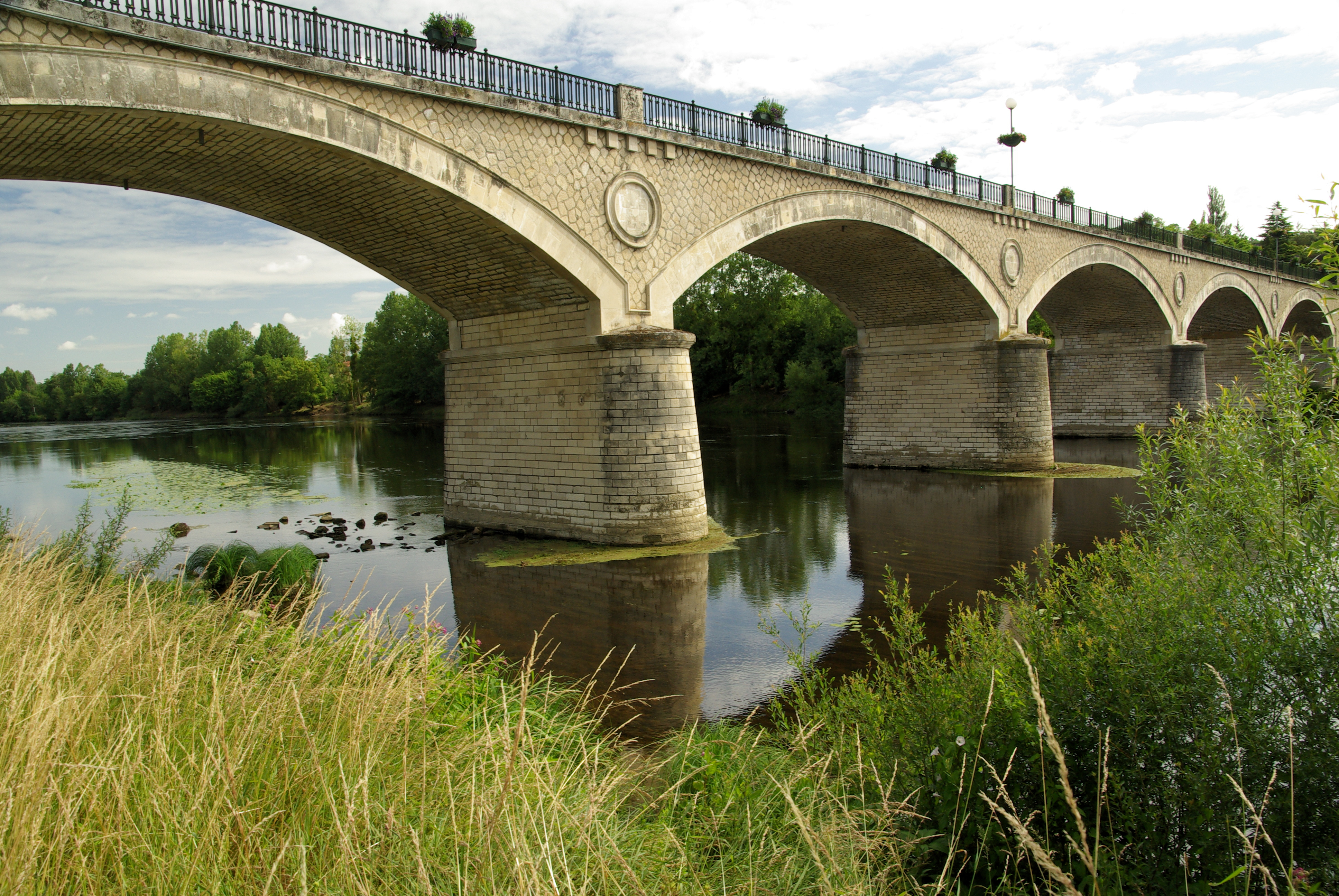
Le pont enjambant la Vienne.

### Personnalités liées à la commune
- Charles Vézien Maisonneuve. Né à Vouneuil-sur-Vienne le 5 janvier 1759 et mort à Vouneuil-sur-Vienne le 28 septembre 1838. Il profite des débuts de la Révolution : il devient à la suite de son beau-père l’homme de confiance du marquis de la Roche du Maine ; dès 1790 il est élu juge de paix du canton, puis en 1792 il est un des administrateurs du département, poste qu’il occupe jusqu’à la Convention. Sous la Terreur, lors du procès de son seigneur, Charles d’Appelvoisin, Vézien est suspecté de complicité : il a été vu avec son beau-père, durant une partie de l’hiver, en train de feuilleter les papiers au château, « pour y faire les affaires du marquis ». Son beau-père est accusé d’avoir fourni de l’or et de l’argent au marquis pour émigrer, et d’avoir fait retirer ses bancs de l’église de Vouneuil, afin de les soustraire à la destruction. Si le marquis de la Roche du Maine, seigneur de Chitré et du Fou est guillotiné à Paris le 5 juillet 1794, la participation de Charles Vézien au comité de surveillance de la commune lui permet d’échapper à d’éventuelles poursuites. Il est présenté comme « bon patriote ». Il reste notaire et en l’an VI est choisi comme président du conseil municipal. Notaire royal puis impérial (il est notaire à Vouneuil-sur-Vienne du 1er septembre 1784 au 27 décembre 1830), député nommé par les gardes nationales du district de Châtellerault (1er juillet 1790), maire, président du canton, c’est une des personnalités marquantes du département et sa fortune est considérable.
- Rupert-François-Radegonde de Chièvres. Né à Vouneuil-sur-Vienne le 20 mars 1823 et mort à Poitiers le 21 août 1886. Collectionneur et mécène, bienfaiteur de la ville de Poitiers[56].
- Camille Guérin (1872-1961), vétérinaire et biologiste français. Il a longtemps résidé dans sa propriété familiale de Chabonne, à Vouneuil, et auquel le collège d'enseignement général de la commune rend hommage en portant son nom.
- Gaston Berry[57].
- Benoît Marzais (1983-2004), militaire français du 2e régiment d'infanterie de marine, décédé lors du bombardement de Bouaké, dont la sépulture se trouve à Vouneuil.